# Homosexualidad en Batman
Las interpretaciones homosexuales han formado parte de los estudios académicos sobre las historias de Batman desde que en 1954 el psiquiatra Fredric Wertham afirmó en su libro Seduction of the Innocent (La seducción de los inocentes) que

Las historias de Batman son psicológicamente homosexuales. [...] Las historias del tipo de Batman podían incitar a los niños hacia las fantasías homosexuales, de una forma de la que serían inconscientes. [...] Solo alguien que ignore los fundamentos de la psiquiatría y la psicopatología del sexo puede no darse cuenta de la sutil atmósfera de homoerotismo que domina las aventuras del maduro Batman y su joven amigo Robin.
Fredric Wertham

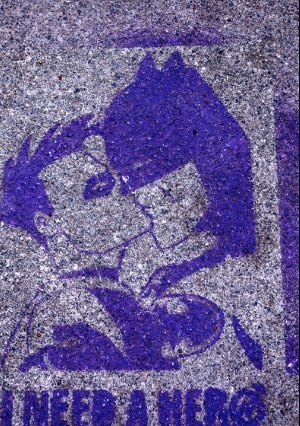
Batman y Robin besándose.

Este libro apareció en el contexto del lavender scare (el terror lila) cuando las autoridades de Estados Unidos consideraban la homosexualidad como un riesgo para la seguridad nacional.
Las historias de Batman de los inicios de la edad dorada eran oscuras y violentas, pero en el periodo de los años cuarenta y cincuenta se hicieron más ligeras, amables y de estilo más exótico, que fue considerado camp (afectado, amanerado). Este fue el estilo que se asoció contemporánea y posteriormente a la cultura homosexual.
Andy Medhurst escribió en su ensayo de 1991 Batman, Deviance, and Camp (Batman, desviación y amaneramiento) que Batman era interesante para la audiencia gay porque

Fue uno de los primeros personajes ficticios que fue atacado por su presunta homosexualidad, la serie de TV de los años 1960 conservó un toque afectado, y merece un análisis por su notable éxito en la construcción de la masculinidad.
Andy Medhurst

## Opiniones de la industria
El sitio web Comics Bulletin planteó la pregunta «¿Batman es gay?» a sus realizadores y varios profesionales del cómic.
El guionista Alan Grant afirmó:

El Batman que yo escribí durante 13 años no es gay. El Batman de Denny O'Neil, el Batman de Marv Wolfman, el Batman de todos hasta llegar al de Bob Kane... ninguno de ellos lo escribió como si fuera un personaje gay. Solo Joel Schumacher podría haber tenido una opinión en contra.
Alan Grant

La guionista Devin Grayson comentó:

Depende de a quién se pregunte ¿no? Si me lo pregunta a mí, diré que no, no creo que lo sea… Aunque por supuesto que entiendo las lecturas gais.
Devin Grayson

Mientras que Frank Miller describió la relación entre Batman y el Joker como una «pesadilla homofóbica».
Cree que el personaje sublima sus urgencias sexuales luchando contra el crimen, concluyendo: «Sería mucho más sano si fuera gay».

### Discordancia
Ray Tate, uno de los miembros del personal de Comics Bulletin y fan de Batman, argumentó que la relación sexual entre Batman y Robin no hubiera sido homosexual sino pederastia, ya que según la representación original de Robin este era un menor de edad, y cualquier relación sexual entre él y Batman hubiera constituido abuso de menores. Apuntó además que la relación se había descrito tradicionalmente como padre e hijo adoptivo.

### Opinión de los actores
Burt Ward, que representó a Robin en el programa de televisión de los años 1960, hizo alusión a esta interpretación en su autobiografía Boy Wonder: My Life in Tights (Chico Maravilla: mi vida en mallas), diciendo que la relación podría interpretarse como sexual por los dobles sentidos y el derroche de ambigüedad del programa, que posibilitaba las interpretaciones ambiguas.
En 2006, George Clooney dijo en una entrevista con Barbara Walters que en Batman y Robin él interpretó a Batman como gay: «Iba con un traje de goma y tenía pezones de goma. Podría haber interpretado a Batman como heterosexual, pero lo hice gay». Entonces Walters le preguntó: «George, ¿Batman es gay?», a lo que él respondió: «No, pero yo lo hice gay».

## Interpretaciones posteriores
Las interpretaciones homosexuales de Batman y Robin han atraído incluso más atención a partir de la década de 1980, cuando las temáticas sexuales, feministas y LGBT se hicieron más corrientes y aceptadas en los argumentos de los cómics dirigidos al gran público.
La destacada película de 1995 Batman Forever, e incluso más en su secuela de 1997, Batman y Robin, ambas realizadas por un director abiertamente gay, Joel Schumacher, llamaron la atención por sus muchas insinuaciones homoeróticas.
Muchos espectadores acusaron a Schumacher de añadir indirectas homosexuales en el argumento.
James Berardinelli cuestionó «la cantidad de enfoques al azar de los pezones de goma y los primeros planos a los traseros del Dúo dinámico y a los "batipaquetes"».
Al igual que en Batman Forever, esta crítica incluía a la decisión de añadir pezones y agrandar las braguetas de los trajes de Batman y Robin. Schumacher afirmó:

No tenía ni idea de que poner pezones en el batitraje y el traje de Robin se iba a destacar en los titulares de la prensa internacional. El cuerpo de los trajes se inspiran en las antiguas estatuas griegas, muestran cuerpos perfectos. Son anatómicamente eróticas.
Joel Schumacher

Chris O'Donnell, que interpretó a Robin, opinó que «no fue tanto los pezones como la bragueta lo que le molestaba. La prensa obviamente dio la lata y lo hizo un gran asunto, especialmente dirigido a Joel. No pensé dos veces en la polémica, pero mirando atrás y viendo alguna de las fotografías, era muy inusual». George Clooney bromeó sobre el asunto diciendo: «Joel Schumacher me dijo que nunca haría otra película de Batman porque Batman era gay».
En otras ocasiones el propio Clooney ha hablado en forma peyorativa de la película, diciendo: «Creo que podríamos habernos cargado la saga», y la denominó un «derroche de dinero».
Otra polémica al respecto ocurrió en 2000 cuando DC Comics no autorizó la reimpresión de cuatro viñetas de Batman (de los números 79, 92, 105 y 139) para ilustrar el ensayo de Christopher York All in the Family: Homophobia and Batman Comics in the 1950s (‘Todo en familia: la homofobia y los cómics de Batman en los años cincuenta’).
En 2005 se reavivó la idea de un Batman gay como producto de un montaje de viñetas: The Joker's Comedy of Errors (‘La comedia de los errores de Guasón’), del número 66 de Batman, un ejemplar de 1951, que empezó a circular como fenómeno de Internet. En el episodio se menciona varias veces la palabra boner, que en el cómic original significaba ‘metedura de pata’, pero en la actualidad ha adquirido otro significado: ‘pene erecto’.
Existe otra referencia gay no intencionada en un número de 1957, el Batman arcoíris.
Se produjo otro incidente similar en el verano de 2005, cuando el pintor Mark Chamberlain representó en varias acuarelas a Batman y a Robin en poses sugerentes y sexualmente explícitas. DC amenazó al pintor y a la galería Kathleen Cullen Fine Arts con acciones legales si seguían vendiendo y exigieron todas las obras que quedaran y todos los beneficios derivados de la venta.

## Mujeres en la saga de Batman

### Relaciones románticas de Batman
En las primeras historias Bruce Wayne estaba prometido a Julie Madison; aunque los dos personajes cortaron su relación. Posteriormente él mostró recurrentemente sentimientos románticos hacia su enemiga Catwoman, siendo esta representada como una mujer fatal. Talia al Ghul representó un papel similar en cómics posteriores.
Se introdujo el personaje de Batwoman en 1956 como la que se enamoraría de Batman, para eludir las acusaciones de homosexualidad. De la misma forma Robin se enamoraría de Batgirl. Años después, tanto Batwoman como Batgirl desaparecieron de las historias, y fue reemplazada esta última consecuentemente por una más moderna.
Irónicamente cuando DC decidió introducir una Batwoman moderna, basada en la original, se la diseñó como lesbiana, y puede considerársela como el personaje LGBT más importante de DC Comics. Se introdujo a la saga en los años 1960 a la tía de Dick Grayson, Harriet Cooper, para añadir diversidad a la totalmente masculina Mansión Wayne, y para complementar a Alfred Pennyworth.
En la película de animación Batman: la máscara del fantasma, Bruce Wayne se enamora de una mujer llamada Andrea Beaumont.

### Personajes lésbicos: nueva Batwoman y Renee Montoya
En 2006 DC atrajo una gran atención de los medios de comunicación al anunciar la nueva encarnación lésbica del conocido personaje de Batwoman. Aunque ya existían otros personajes que eran lesbianas declaradas como la oficial de policía de Gotham Renee Montoya, la capitana de policía Maggie Sawyer y Holly Robinson, la mejor amiga y protegida de Catwoman, en la saga de Batman.
Se reveló en la convención del cómic de Nueva York de 2009 que sería el superhéroe homosexual de perfil más alto de DC, al aparecer en el nuevo libro de la Liga de la Justicia escrito por James Robinson y como personaje protagonista en el número 854 de Detective Comics.
Greg Rucka dijo que los editores de DC no tenían ningún problema con los guiones que mostraban a Montoya o Batwoman como lesbianas, pero que la polémica levantada por los medios de comunicación sobre la sexualidad de Batwoman anulaba cualquier efecto positivo que esta pudiera tener en la industria y desplazaron al personaje a papeles menores en historias de mayor importancia.
Cabe destacar que aunque la saga Batman tiene un número de personajes lésbicos bastante importante, todavía no existe ningún personaje de importancia que se declare explícitamente gay en ninguno de sus comics books.